# Andreas Magerius
Andreas Magerius (eigentlich André Magier; * in Orléans; † 2. April 1557 in Wittenberg) war ein französischer lutherischer Theologe und Prinzenerzieher im Herzogtum Pommern.
Er studierte in Paris und Orléans. Beim Studium in Orléans hatte er den pommerschen Adligen Jacob von Zitzewitz kennengelernt, durch dessen Vermittlung er um 1540 nach Pommern kam. Am 10. November 1541 wurde er an der Universität Greifswald immatrikuliert. 1542 wurde er Professor der Philosophie.
Am 30. Juni 1545 wurde er an der Universität Wittenberg immatrikuliert. Nach seiner Rückkehr nach Greifswald hielt er dort theologische Vorlesungen.
Am 8. Dezember 1547 wurde er zusammen mit Johannes Knipstro zum Doktor der Theologie promoviert. Nach dem Augsburger Interim gehörte er zu einer Gruppe führender Theologen des Landes, die die pommerschen Herzöge in religionspolitischen Fragen berieten. Im Sommer 1550 wurde er zum Rektor der Universität Greifswald gewählt.
1552 wurde er als Erzieher der Söhne des Herzogs Philipp I. nach Wolgast berufen. Aus gesundheitlichen Gründen ging er 1556 nach Wittenberg, wo er im folgenden Jahr starb.